# Oliver Harvey, 1:e baron Harvey av Tasburgh
Oliver Charles Harvey, 1:e baron Harvey av Tasburgh, född 26 november 1893, död 29 november 1968, var en brittisk diplomat.
Harvey inträdde i utrikesministeriet 1919, tjänstgjorde några år vid beskickningarna i Rom, Aten och Paris och var 1936–1939 samt 1941–1943 utrikesministerns 1:e privatsekreterare. Han var 1939–1940 minister i Paris, 1943–1947 biträdande understatssekreterare i utrikesministeriet och blev 1948 ambassadör i Paris. År 1954 upphöjdes Harvey till peer som baron Harvey av Tasburgh.